# Personaggi di Dr. Slump
Questa pagina contiene informazioni relative ai personaggi presenti nel manga Dr. Slump di Akira Toriyama e nelle serie anime da esso tratte.

## Famiglia Norimaki

### Arale Norimaki
Arale Norimaki (則巻アラレ?, Norimaki Arare) è una bambina robot creata da Senbee Norimaki, che la presenta come sua sorella. Nonostante il suo aspetto, è incredibilmente forte e, a causa del suo carattere ingenuo ed esuberante, finisce spesso per creare guai agli abitanti del Villaggio Pinguino. Arale è doppiata in giapponese da Mami Koyama nella prima serie anime, nei relativi film, nei crossover con la serie Dragon Ball e in un cameo di Dragon Ball Super, e da Taeko Kawata nella seconda e nel relativo film, mentre la sua voce italiana è Francesca Rossiello nel doppiaggio CRC e Patrizia Scianca nel doppiaggio Merak, oltre che nei crossover presenti nel film Dragon Ball: Il torneo di Miifan e nell'episodio 69 di Dragon Ball Super. Nei film è doppiata da Perla Liberatori e da Irene Scalzo negli episodi crossover con la serie Dragon Ball.

### Senbee Norimaki
Senbee Norimaki (則巻 千兵衛?, Norimaki Senbē), soprannominato Dr. Slump (traducibile in "Dottor Catastrofe", nome derivato dal fatto che combina spesso disastri) e chiamato Senbei nel doppiaggio Merak, è un goffo e geniale inventore del Villaggio Pinguino, capace di inventare ogni giorno nuovi e bizzarri congegni. Ha 28 anni e nella prima serie anime ha una capigliatura abbastanza folta e riccioluta mentre nella seconda parte dell'anime, come succede anche più avanti nel manga, porta i capelli più corti. È l'inventore di Arale, che spaccia per sua sorella minore. Nella versione originale (il manga e il primo anime) il dottore intenzionalmente crea Arale con il corpo da bambina per provare le sue abilità, mentre nel remake (in cui usa un computer) voleva creare una sexy robot adulta e Arale viene fuori con il corpo di bambina per sbaglio. Si è sposato con Midori Yamabuki, la maestra di Arale, e da lei ha avuto un figlio, Turbo.
Il suo nome rimanda ironicamente al senbei, un cracker di riso diffuso nella cucina giapponese, mentre insieme al cognome, Senbee Norimaki, si riferisce ad una variante del biscotto servita con l'alga nori. Senbee è doppiato in giapponese da Kenji Utsumi nella prima serie anime e da Yusaku Yara nella seconda, e in Dragon Ball Super mentre la sua voce italiana è Bruno Cattaneo nel doppiaggio CRC e Pietro Ubaldi nel doppiaggio Merak e Dragon Ball Super. Nei film è doppiato da Ambrogio Colombo e da Maurizio Scattorin nei crossover con Dragon Ball.

### Gacchan
Gadzilla Norimaki (則巻 ガジラ?, Norimaki Gajira), soprannominato Gacchan (ガッちゃん?, Gatchan), tranne nel doppiaggio Merak dove viene soprannominato Mangi, è un esserino asessuato, simile a un neonato dai capelli ricci (di colore verde nella prima serie anime e biondi nella seconda), ma dotato di ali piumate, antenne e la capacità di divorare e digerire qualunque cosa tranne gli oggetti fatti di gomma. Gacchan è nato da un uovo portato a casa da Arale da un viaggio nel tempo nella preistoria ed è stato accolto nella famiglia Norimaki. Il suo nome è il diminutivo, formato con il suffisso "-chan", di Gadzilla, che deriva per crasi dai nomi di due celebri mostri della fantascienza nipponica, Gamera e Godzilla. Fra i poteri di Gacchan, oltre alla capacità di mangiare tutto e al volo, vi sono la super-forza e la capacità di generare un potente raggio dalle antenne.
Un giorno Gacchan si chiude in un bozzolo, riemergendone diverso tempo dopo assieme a una sua copia esatta. Più avanti viene quindi rivelato che Gacchan è in realtà uno degli angeli inviati da Dio per moltiplicarsi, divorare ogni cosa ed eventualmente distruggere il pianeta su cui si fosse stato schiuso l'uovo, nel caso in cui i suoi abitanti si fossero dimostrati troppo corrotti. Poiché però Arale ha rimosso l'uovo dalla sua collocazione originaria nella preistoria, Gacchan non ha avuto tempo di moltiplicarsi a sufficienza per distruggere la Terra: per di più stare con Arale, il dottore e gli altri amici gli ha fatto dimenticare il suo scopo originario. Dio, dopo aver scoperto tutto ciò e aver osservato l'amore con cui la famiglia Norimaki si è occupata di Gacchan, decide infine di dare un'altra possibilità al popolo della Terra. Gacchan è doppiato in giapponese da Seiko Nakano nella prima serie e da Chie Sawaguchi nella seconda, mentre la sua voce italiana è di Francesca Rossiello nel doppiaggio CRC della prima serie, di Monica Bonetto nel doppiaggio Merak e di Stella Musy e Ilaria Latini nei film. Egli appare inoltre nel manga e nell'anime Dragon Ball dello stesso Toriyama, nel film Dragon Ball: Il torneo di Miifan e in Dragon Ball Super.

### Midori Yamabuki
Midori Yamabuki (山吹 みどり?, Yamabuki Midori), Signorina Florinda nel doppiaggio CRC, è la professoressa di Arale, Akane e Pisuke alla scuola media del Villaggio Pinguino. Nella prima serie animata ha una capigliatura molto folta e bionda mentre nella seconda ha i capelli castani e lisci, oltre che un neo vicino al mento. È molto carina e gentile, di carattere buono e aperto, nonché dotata di grande appetito nonostante l'aspetto fisico magro.
Midori è amata in segreto da Senbee. Dopo tanti tentativi di impressionarla positivamente e farla innamorare messi in atto da quest'ultimo (solitamente andati a vuoto con risultati comici), Midori accetta inaspettatamente una proposta di matrimonio del dottore, quest'ultima avvenuta in modo imprevisto e accidentale, e insieme celebrano le nozze tra lo stupore di tutti gli abitanti del Villaggio Pinguino. Alla fine della cerimonia la sposa verrà rapita da alcuni strani esseri, così Senbee, Arale e Gacchan dovranno lanciarsi al recupero. Dopo il matrimonio Midori perderà la serietà che la caratterizzava nella prima parte della serie, divenendo esuberante come tutti gli abitanti del villaggio. Midori è doppiata in giapponese da Mariko Mukai nella prima serie anime e da Yūko Minaguchi nella seconda. La sua voce italiana è di Graziella Polesinanti nel doppiaggio CRC, di Donatella Fanfani (prima voce) e Dania Cericola (seconda voce) nel doppiaggio Merak della prima serie e Stefania Patruno nella seconda serie, mentre nei film è doppiata da Barbara De Bortoli.

### Turbo Norimaki
Turbo Norimaki (則巻ターボ?, Norimaki Tābo), è nato dal matrimonio tra Senbee e Midori Yamabuki. Il neonato possiede degli incredibili poteri, che includono superintelligenza, volo e telecinesi, assunti nel corso di un incontro ravvicinato con degli alieni: l'astronave atterrando colpisce il bimbo riducendolo in fin di vita e, nel curarlo, gli alieni lo forniscono involontariamente di facoltà sovrumane. Turbo è doppiato in giapponese da Yūko Mita in entrambe le serie anime, da Mami Matsui nei film. In italiano è doppiato da Serena Clerici nel doppiaggio Merak e da Elisabetta Spinelli nei Crossover con Dragon Ball

## Famiglia Soramame

### Taro Soramame
Taro Soramame (空豆タロウ?, Soramame Tarō) è il bulletto del Villaggio Pinguino, passa il tempo a frequentare teppistelli e ad assumere pose da duro ma con scarsi risultati. È amico di Akane Kimidori e diventerà uno dei tanti amici di Arale dopo che lei gli mostrerà la sua immensa forza. Passati i 20 anni la sua vita cambierà e da teppista Taro diventerà poliziotto, ma solo perché può portare una pistola e girare tutto il giorno con gli occhiali da sole. Taro è doppiato in giapponese da Toshio Furukawa nella prima serie anime e da Shinichirō Ōta nella seconda, mentre la sua voce italiana è Alessio Cigliano nel doppiaggio CRC e Luca Bottale nel doppiaggio Merak. Nei film è doppiato da Stefano Crescentini.

### Pisuke Soramame
Pisuke Soramame (空豆ピースケ?, Soramame Piisuke), Pippo nel doppiaggio CRC, è il fratello minore di Taro e qualche rara volta gli fa da voce della coscienza. Indossa sempre un copricapo bianco (grigio nel remake) con due orecchiette da gatto in cima. Colleziona autografi sul suo blocchetto che ha sempre a portata di mano, chiedendoli spesso a personaggi improbabili che gli capita di incontrare nel villaggio. Mantiene perennemente l'aspetto di un bimbo di sei anni, che non perderà neanche da adulto, in parte dovuta alla mancanza di calcio, dato che non gli piace bere il latte. Pisuke è doppiato in giapponese da Naomi Jinbo nella prima serie anime e da Megumi Urawa nella seconda, mentre la sua voce italiana è di Graziella Polesinanti nel doppiaggio CRC, di Patrizia Mottola (1^voce) , Daniela Fava (2^voce)  nel doppiaggio Merak e Laura Latini nei film.

### Kurikinton Soramame
Kurikinton Soramame (空豆クリキントン?, Soramame Kurikinton) è il barbiere del villaggio con un passato da poliziotto; ciononostante non è particolarmente sveglio, ma sempre gioviale anche se talvolta un po' rude. Il suo nome, oltre ad essere un gioco di parole su "Clint" (è disegnato da Toriyama con le fattezze di Clint Eastwood), è un dolce alle castagne giapponese. Kurikinton è doppiato in giapponese da Kōji Totani nella prima serie anime e da Nobuaki Kanemitsu nella seconda.

### Mame Soramame
Mame Soramame (空豆まめ?, Soramame Mame) è la madre di Taro e Pisuke, una casalinga perennemente sorridente con un copricapo bianco simile a quello del figlio minore ma con due orecchie da topo in cima. Mame è doppiata in giapponese da Yumi Nakatani nella prima serie anime.

## Famiglia Kimidori

### Akane Kimidori
Akane Kimidori (木緑あかね?, Kimidori Akane, lett. "Giallo-verde rosso"), Naomi nel doppiaggio CRC, è la "cattiva ragazza" del villaggio, una teppista che si diverte a fare scherzi agli altri. Una volta diventata amica di Arale cercherà di sfruttarla per giocare altre burle agli abitanti del villaggio, ma l'ingenuità della robottina le provocherà non pochi guai. Nonostante ciò, a differenza di Taro, non perderà mai la sua indole di monella. Inoltre, nonostante la giovane età, dimostra di saper reggere molto bene l'alcool, a differenza di Arale, portandosi spesso borracce contenente liquori o dolcetti alcolici. Akane è doppiata in giapponese da Kazuko Sugiyama nella prima serie anime e da Hiroko Konishi nella seconda, mentre in italiano è stata doppiata da Beatrice Margiotti nel primo doppiaggio della prima serie, da Emanuela Pacotto nel doppiaggio Merak di entrambe e da Federica De Bortoli nei film.

### Aoi Kimidori
Aoi Kimidori (木緑葵?, Kimidori Aoi, lett. "Giallo-verde blu") è la sorella maggiore di Akane e proprietaria del Coffee Pot, il bar del Villaggio Pinguino a forma di gigantesca teiera. Nel doppiaggio Merak, Akane definisce più volte Aoi come sua madre, quando in originale la chiamava aneki che significa "sorella maggiore". Nell'episodio 55 della prima serie Donne al volante, si scopre che Aoi non è molto brava come autista. Nel remake il ruolo di Aoi viene notevolmente ridotto rispetto alla prima serie; anche nell'episodio 48 Una gita in automobile che riprende la storia dell'episodio sopracitato, il suo personaggio viene sostituito dalla signora Tsun. Aoi è doppiata in giapponese da Naomi Jinbo nella prima serie anime e da Kath Soucie nella seconda, mentre la sua voce italiana è Elda Olivieri nel doppiaggio Merak e Patrizia Scianca nel remake.

### Kon Kimidori
Kon Kimidori (木緑紺?, Kimidori Kon, lett. "Giallo-verde blu marino") è il padre di Akane e Aoi, nonché semplice comparsa nella serie. Kon è doppiato in giapponese da Banjō Ginga nella prima serie anime e da Hideyuki Tanaka nella seconda.

### Murasaki Kimidori
Murasaki Kimidori (木緑紫?, Kimidori Murasaki, lett. "Giallo-verde porpora") è la madre di Akane e Aoi; rappresenta il perfetto stereotipo della bionda oca e gioiosa. Nella sua prima comparsa viene rivelato che è sorella di Mame Soramame, mentre nel doppiaggio Merak viene presentata come la sorella maggiore di Akane (secondo questo adattamento italiano la madre di Akane non è Murasaki, ma Aoi).

## Famiglia Tsun
La famiglia Tsun (Tachibana nel doppiaggio Merak), è una famiglia cinese in volo con una strana astronave per raggiungere la Luna; a causa di Arale il loro mezzo precipita e si ritrovano costretti a vivere al Villaggio Pinguino.

### Tsuruten Tsun
Tsuruten Tsun (摘鶴天?, Tsun Tsuruten) è una sorta di controparte cinese di Senbee Norimaki: anch'egli è infatti un inventore bislacco e maniaco delle donne. Tsuruten è doppiato in giapponese da Hiroshi Ōtake nella prima serie anime e da Kōji Yada nella seconda, mentre la sua voce italiana è Riccardo Rovatti nel doppiaggio Merak della prima serie e Diego Sabre in quello del remake.

### Signora Tsun
Signora Tsun (摘詰角田野廷遊豪?, Tsun Tsuntsunodanoteiyūgō) è la moglie di Tsun Tsuruten, dal nome lunghissimo e impronunciabile. Il suo ruolo nella serie è tenere a bada l'esuberanza del marito e mostrarsi brava nell'arte di adulare. È doppiata in giapponese da Seiko Nakano nella prima serie anime e da Michie Tomizawa nella seconda, mentre la sua voce italiana è Laura Brambilla nel doppiaggio Merak e da Rosa Leo Servidio nel remake.

### Tsukutsun Tsun
Tsukutsun Tsun (摘突詰?, Tsun Tsukutsun) è il figlio minore dei Tsun, è un esperto di arti marziali ma è stato colpito da una bizzarra maledizione che lo trasforma in una tigre antropomorfa ogni qualvolta venga toccato da una donna, eccezion fatta per Arale essendo un robot, tornando normale quando viene toccato da un uomo. Diventerà l'oggetto dei sentimenti di Akane. Tsukutsun è doppiato in giapponese da Shigeru Chiba nella prima serie anime e da Ryōtarō Okiayu nella seconda. In italiano è doppiato da Simone D'Andrea nella seconda serie e da Guido Cavalleri nella prima.

### Tsururin Tsun
Tsururin Tsun (摘鶴燐?, Tsun Tsururin) è la sorella maggiore di Tsukutsun, dal fisico minuto ma dotata di poteri paranormali inspiegati che comprendono la levitazione e il teletrasporto. Taro si innamorerà di lei. Tsururin è doppiata in giapponese da Yūko Mita nella prima serie anime e da Hōko Kuwashima nella seconda, mentre la sua voce italiana è Federica Valenti nel doppiaggio Merak e Tosawi Piovani nel remake.

## Corpo docente

### Preside della scuola media
Il Preside della scuola media è un uomo di mezza età che si comporta come un ragazzino e gira per i corridoi della scuola sui pattini.

### Preside del liceo
Il Preside del liceo è un cinghiale antropomorfo con gli occhiali.

### Vicepreside del liceo
Il Vicepreside del liceo è il nipote di Nonna Haru dalla quale ha ereditato l'estrema miopia.

### Daigoro Kurigashira
Daigoro Kurigashira (栗頭大五郎?, Kurigashira Daigorō), Professor testa tonda nel doppiaggio Merak della 1ª serie (mentre nel remake è mantenuto il nome originale), è un professore dall'enorme testa a forma di castagna (il suo nome scritto in kanji significa "testa di castagna") che crede nei valori dell'onestà e della disciplina, ed è portato a punire a testate tutti gli studenti che non gli portano rispetto. Daigoro è doppiato in giapponese da Tetsuo Mizutori nella prima serie anime e da Nobuo Tobita nella seconda, mentre la sua voce italiana è Mario Scarabelli nel doppiaggio Merak della prima serie e Marco Balbi nella seconda.

## Forze dell'ordine

### Capo della polizia
Il capo della polizia è un ometto pelato e baffuto che può permettersi di rilassarsi per la maggior parte del tempo, dato che il tasso di criminalità del villaggio è piuttosto basso. Il suo nome è Gyaos (ギャオス?, Gyaosu). È doppiato da Kōji Totani nella prima serie anime e da Bin Shimada nella seconda, mentre la sua voce italiana è Riccardo Rovatti nel doppiaggio Merak.

### Gala e Pagos
Gala (ガラ?, Gara) e Pagos (パゴス?, Pagosu) sono due poliziotti la cui macchina di pattuglia viene frequentemente distrutta a opera di una scalmanata Arale. Gala è nero e basso, mentre Pagos è alto e ha dei folti baffi. Il loro nome è tratto dalle isole Galápagos. Gala è doppiato in giapponese da Isamu Tanonaka nella prima serie anime e da Nobuhiko Kazama nella seconda, mentre la sua voce italiana è Riccardo Lombardo. Pagos è doppiato in giapponese da Masaharu Sato nella prima serie anime e da Michio Nakao nella seconda, mentre la sua voce italiana è Riccardo Peroni.

### La poliziotta
La poliziotta è l'unica donna facente parte del corpo di polizia del Villaggio Pinguino. È una donna bionda, decisa e un po' troppo aggressiva, adora l'uso delle armi e non pensa due volte prima di fare fuoco. Durante l'esercizio quotidiano del proprio lavoro in strada è fiscale e sproporzionata (per esempio è stata vista multare il triciclo di Kinoko Sarada), nonché poco corretta. Il suo nome è stato rivelato dall'autore solo in un quiz tenuto sulle pagine di un volume della serie. Esso è Polly Buckets (ポリー·バケッツ?, Porī Bakettsu), un riferimento all'abbreviazione giapponese poribaketsu che significa letteralmente secchio in polietilene. Nelle due serie anime il suo aspetto cambia: nella prima serie anime è bionda e molto somigliante alla versione malvagia di Lunch di Dragon Ball, mentre nella seconda ha i capelli rossi. È doppiata in giapponese da Toshiko Fujita nella prima serie anime e da Masako Katsuki nella seconda. In italiano è doppiata da Cinzia Massironi.

### Agente Stormtrooper
L'agente Stormtrooper non ha un nome, ma lo si può identificare così dato che porta costantemente un elmetto identico a quelli indossati dagli Stormtrooper, le truppe imperiali in Guerre stellari. Nel supplemento Dr. Slump Special 1981 il suo nome è rivelato essere Drop-kun (ドロップくん?, Doroppu-kun).

### Charmy Yamada
Charmy Yamada (チャーミー山田?, Chāmī Yamada) è un personaggio che appare solo verso la fine del manga. È un poliziotto fin troppo efficiente che proviene dalla grande isola metropolitana e, prima di essere sconfitto da Arale, a causa della sua eccessiva solerzia finirà per arrestare tutti gli abitanti del Villaggio Pinguino. È doppiato da Ryō Horikawa nella prima serie anime, mentre in Italia ha la voce di Paolo Torrisi (secondo doppiaggio prima serie)

## Commercianti

### Nonna Haru
Nonna Haru (おばあちゃん春?, Obāchan haru ) è un'energica vecchietta che gestisce una tabaccheria. Sarà la levatrice di Midori al momento del parto. È doppiata in italiano da Caterina Rochira nel doppiaggio Merak della prima serie e da Graziella Porta nella seconda.

### Makusa
Makusa è un venditore di takoyaki, disegnato da Toriyama sulla base del suo amico game designer Akira Sakuma. Makusa è doppiato in giapponese da Shingo Kanemoto nella prima serie anime.

## Antagonisti

### Dr. Mashirito
Il Dr. Mashirito (ドクターマシリト?, Dokutā Mashirito), Dr. Mashrit secondo la trascrizione anglofona utilizzata nel doppiaggio Merak, è un malvagio scienziato, nemesi di Senbee Norimaki. Vuole distruggere Arale per conquistare il mondo e, a tal fine, costruirà ben nove robot chiamati Caramelman (キャラメルマン?). Frustrato dalle sue continue sconfitte, si trasformerà egli stesso in cyborg.
Il personaggio è modellato su Kazuhiko Torishima, il caporedattore di Toriyama al tempo della stesura della serie, e prende il suo nome proprio dalla lettura in sillabe al contrario di Torishima. Mashirito è doppiato in giapponese nella prima serie anime da Nachi Nozawa prima e da Keiichi Noda poi. Nel doppiaggio dei film della prima serie è doppiato da Yasuo Yamada, mentre Akira Kamiya lo doppia nel settimo e nel nono lungometraggio. Nella seconda serie anime e nell'episodio 69 di Dragon Ball Super è doppiato da Ryōtarō Okiayu. I suoi doppiatori italiani sono Claudio Moneta nel doppiaggio Merak e in Dragon Ball Super, e Pino Ammendola nei film.

### Suppaman
Suppaman (スッパマン?, Suppaman) è una parodia di Superman che proviene dal pianeta Okakaumeboshi. Pur ritenendosi un supereroe, non possiede nessun potere speciale, anzi è decisamente debole, e per spostarsi utilizza uno skateboard su cui si sdraia e sfreccia per le strade del Villaggio Pinguino. Tutte le volte che si mette in testa di aiutare qualcuno causa solo dei danni. Ha inoltre un distorto senso di giustizia e si comporta da vile con i forti e spietatamente con i deboli. All'inizio Suppaman abita in una casetta prefabbricata ai confini del Villaggio Pinguino, ma Obocchaman l'ha usata come abitazione personale credendo fosse disabitata; Suppaman allora ha iniziato a sparare ad Obocchaman il quale, credendolo un criminale, lo ha conciato per le feste e si è appropriato della casa; da quel momento Suppaman si è ridotto a vivere in una tenda fra i boschi. Quando non è impegnato a "salvare" qualcuno si nasconde sotto le spoglie del giornalista Kenta Kuraaku (暗悪 健太?, Kuraaku Kenta), all'incirca la traslitterazione giapponese di Clark Kent. Il simbolo sul costume di Suppaman è il carattere hiragana giapponese す che si legge "su" ovvero l'iniziale del suo nome e che costituisce la resa fonetica dell'ideogramma 酢 che significa "aceto". Inoltre in giapponese suppa significa "aspro". Infatti per trasformarsi Suppaman ha bisogno di mangiare delle tipiche prugne giapponesi in salamoia, gli umeboshi, dal caratteristico sapore estremamente aspro. Per trasformarsi usa una cabina telefonica come Superman, e tiene il costume in uno zaino che porta quasi sempre sulle spalle.
Suppaman ha anche un fratello minore, Shoppaman (ショッパマン?), che si trasforma mangiando shiokara è incaricato di proteggere il pianeta Saturno. Suppaman gli fa credere di essere noto e rispettato sulla Terra. Suppaman è doppiato in giapponese da Tesshō Genda nella prima serie anime e da Tōru Furuya nella seconda. La sua voce italiana nel primo doppiaggio storico è di Renato Cecchetto, Giorgio Bonino nel doppiaggio Merak, Davide Marzi nei film e Marco Balzarotti nel crossover con Dragon Ball

### Re Nikochan
Re Nikochan (ニコチャン大王?, Nikochan Daiō), Devil King nel doppiaggio CRC, è il sovrano della specie aliena dei Niko dalla bizzarra anatomia, assieme al suo valletto si è diretto verso la Terra per conquistarla e/o distruggerla, ma Gacchan, prelevato insieme ad Arale, ha mangiato per merenda il loro disco volante, costringendo i due extraterrestri a rimanere al Villaggio Pinguino. Da allora l'illustre monarca del Pianeta Nikochan cerca in ogni modo di costruire o acquistare una navicella spaziale per tornare a casa, improvvisando tanti mestieri umili e poco redditizi, con l'aiuto del suo assistente, allo scopo di raggranellare il capitale necessario. In seguito a numerosi tentativi, riuscirà infine a tornare a nel suo pianeta.
Nel manga, Re Nikochan si esprime in dialetto di Nagoya, caratteristica resa nell'edizione italiana del fumetto con vari dialetti della Terra, o come la chiama lui "Terrazza" (Serra nel doppiaggio Merak). Re Nikochan è doppiato in giapponese da Hiroshi Ōtake nella prima serie anime e da Bin Shimada nella seconda, mentre la sua voce italiana nel doppiaggio storico è Giorgio Giuliano, nel doppiaggio Merak è invece Marco Balzarotti.

### Drampire
Drampire (ドランパイア?) è una vampira che abita in un castello abbandonato assieme a un servitore gobbo e a una creatura affetta da licantropia. Si reca al Villaggio Pinguino per succhiare un po' di sangue ma purtroppo per lei finisce proprio nell'abitazione di Senbee e Arale.Assomiglia molto ad Akane, tanto che Taro e Arale la scambiano per quest'ultima. Drampire è doppiata in giapponese da Keiko Han nella prima serie anime, mentre la sua voce nel doppiaggio italiano è di Caterina Rochira.

### Tam Bur e Drinkt Drankt
Tam Bur e Drinkt Drankt sono due killer, che compaiono solo nell'anime, ingaggiati da Mashirito per togliere di mezzo Obocchaman e, come obiettivo secondario, Arale. Sono noti per utilizzare come armi degli strumenti musicali (rispettivamente un fucile a forma di mandolino e due pistole a forma di tromba). Quando sono d'accordo su qualcosa, ripetono sempre e all'unisono: "Che ideona!".

## Altri

### Obocchaman
Obocchaman (オボッチャマン?, Obocchaman), soprannominato Atomino nella traduzione italiana del manga (mentre nelle due serie animate mantiene il suo nome originale), è un robot umanoide basato sul design di Arale, costruito dal Dr. Mashirito nell'ennesimo tentativo di distruggere Arale. Il carattere di Obocchaman è però profondamente diverso da quello di Arale: egli è infatti educato e compito (il suo nome, Obocchaman, deriva dall'espressione Obocchama-kun che significa più o meno "signorino").
Inizialmente chiamato Caramelman 4 (キャラメルマン4号?) dal suo creatore, Obocchaman riceve da Mashirito il comando di distruggere Senbee e Arale in quanto nemici della pace mondiale; tuttavia il robot si innamora a prima vista di Arale e scopre che Mashirito è in realtà il cattivo. Finisce quindi per trasferirsi al Villaggio Pinguino e stringere amicizia con Arale e la sua famiglia. Dieci anni dopo Obocchaman e Arale si sposano e hanno un figlio robot costruito da Senbee. Obocchaman è doppiato in giapponese da Mitsuko Horie nella prima serie anime e da Motoko Kumai nella seconda, mentre le sue voci italiane sono di Monica Bonetto nel doppiaggio Merak delle due serie. Negli episodi crossover della serie Dragon Ball la sua voce è di Emanuela Pacotto e nei film doppiati dalla Dynamic Italia la sua voce è di Antonella Baldini

### Kinoko Sarada
Kinoko Sarada (皿田きのこ?, Sarada Kinoko), Funghetto nel doppiaggio CRC, è una bambina dell'asilo con l'ossessione di essere alla moda a tutti i costi (benché neppure lei abbia idea del significato di queste parole), vive in una casa a forma di fungo (kinoko in giapponese vuol dire proprio "fungo", il suo nome significa letteralmente "insalata di funghi") con i suoi genitori. La sua faccia è ispirata a quella di Paco-chan, l'illustrazione di una bambina che pubblicizza una nota marca di caramelle giapponesi, a cui entrambi i suoi genitori sono identici. Kinoko è doppiata in giapponese da Kazuko Sugiyama nella prima serie anime e da Noriko Uemura nella seconda e in italiano da Federica Valenti nel doppiaggio Merak, da Ilaria Latini nei film e da Beatrice Margiotti nel doppiaggio CRC.

### Donbe
Donbe (ドンベ?, Donbe), Donbi nel doppiaggio Merak, è una kitsune antropomorfa capace di trasformarsi in qualunque cosa e che usa questa capacità per fare scherzi agli umani. Diventerà amico di Senbee dopo che questi l'avrà salvata da una tagliola. Arale lo riconosce sempre, nonostante lui cerchi sempre di spaventarla per farle uno scherzo. Donbe è doppiata in giapponese da Shigeru Chiba nella prima serie anime e da Kappei Yamaguchi nella seconda, mentre in italiano ha la voce di Alessio Cigliano nel doppiaggio CRC, Gianluca Iacono nel secondo doppiaggio Merak della prima serie e di Oliviero Corbetta nella seconda serie.

### Butarebu
Butarebu è un maialino che non ha un ruolo fisso ma compare in numerose parti di contorno, a volte come animale antropomorfizzato e altre come semplice maiale. Buta in giapponese altro non significa che maiale.

### Chivil
Chivil (チビル?, Chibiru) è un diavoletto di circa tre anni che visita il Villaggio Pinguino, cercando persone da uccidere per condurle negli Inferi, guadagnandosi così la paghetta. Dopo aver cercato di uccidere Arale, che non ha nessuna paura di lui, diventerà suo amico e tornerà a trovarla in un paio di occasioni. Chivil è doppiato in giapponese da Reiko Katsura nella prima serie anime e da Mika Kanai nella seconda, mentre in italiano ha la voce di Davide Garbolino nel doppiaggio Merak nelle due serie.

### Moras
Moras (モラス?, Morasu) è la sorella maggiore di Chivil. È una strega bambina, che ha la tendenza ad innamorarsi di qualunque uomo incontri, compreso Senbee.

### Il giovane motociclista
Il giovane motociclista è un motociclista che soffre di una singolare malattia che lo porterebbe alla morte se dovesse scendere dalla sua moto, ragion per cui non può fermarsi neppure per mangiare, dormire o andare in bagno. Arale accetta di fargli da moto, permettendogli di superare l'auto da corsa della ragazza dei suoi sogni e così di conquistarla.

### Akira Toriyama
Akira Toriyama è la personificazione dell'autore della serie che appare sotto forma di un robottino a molla oppure di un uomo con una maschera da chirurgo. Appare ogni tanto al Villaggio e, in incognito o apertamente, interagisce con i suoi personaggi per aiutarli (o fingere di farlo), o coinvolgerli in qualche avventura: il suo obiettivo è quello di trovare qualcosa da disegnare senza sforzarsi troppo nella parte ideativa. Non gode del rispetto che pensa di meritare, soprattutto da parte di Arale, Akane e Gacchan, che non esitano a fargli brutti scherzi. Toriyama è doppiato in giapponese da Isamu Tanonaka e in italiano le voci sono di Mino Caprio nel doppiaggio CRC e di Graziano Galoforo nel secondo doppiaggio Merak della prima serie.

### Dio
Dio (神様?, Kami-sama) è il creatore dell'universo. Insoddisfatto dell'umanità, decide di distruggerla ma, dopo aver conosciuto Obocchaman, rinuncia ai suoi progetti. Dio è doppiato in giapponese da Kōhei Miyauchi. e in italiano da Enrico Bertorelli Nel doppiaggio Mediaset degli episodi della prima serie animata il personaggio viene indicato con un generico Signore delle Galassie.